# Морея

Карта средневекового Пелопоннеса и его основная топонимика

Море́я (греч. Μωρέας или Μωριάς, арн. More) — средневековое название полуострова Пелопоннес на крайней южной оконечности Балканского полуострова, в южной части современной Греческой Республики.

## Этимология
Название «Морея» впервые упоминается в византийских хрониках X века.
В современной научной среде существуют различные мнения относительно происхождения этого топонима. По одной из версий, он произошёл от греч. μορέα в значении шелковица (лат. Morus).
По мнению британского византиниста Стивена Рансимена такое название обусловлено схожестью формы полуострова с формой шелковичного листа.

## Предыстория
Топоним Пелопоннес (то есть «Пелопов остров» или остров Пелопа — греч. Πελοπόννησος) связан с греческой мифологией.
Пелопоннес был одним из основных очагов греческой цивилизации. В бронзовом веке его центрами были Микены, Тиринф, Аргос, Пилос и Спарта. В классический период — опять же Спарта, всегреческий религиозный и спортивный центр Олимпия и Коринф. Коринф оказал сопротивление римлянам и стал одним из наиболее пострадавших городов при завоевании греческих государств Римом. Христианизация Римской империи означала насильственный разрыв с языческим миром. Олимпийские игры были запрещены, храмы были разрушены. Граждане империи именовали себя «ромеями». Слово «эллин» стало означать «язычник». Эти события повлияли и на административную организацию Пелопоннеса и его топонимику.

## Славянский эпизод истории Пелопоннеса и этимология топонима Морея
Сразу после освобождения полуострова от турок австриец Я. Ф. Фаллмерайер в книге «История Мореи в Средние века» (Вена, 1830), основываясь как на имевшей место, так и на мнимой славянской топонимике Мореи выдвинул теорию о том, что греческое население полуострова было истреблено славянами и заменено ими в VI—IX веках н. э. При этом Фаллмерайер осознавал, что население Мореи продолжало говорить на греческом. Но его предположение, что «если кто-то предпримет попытку собрать все славянские и славянского происхождения слова в языке жителей Мореи, урожай будет значительно большим, нежели предполагают некоторые» не оправдалось. Вскоре лингвисты Миклошич, Meyer и Фасмер пришли к заключению, что «не наблюдается структурного влияния языка никакого завоевателя на греческий, кроме как на уровне простых лексических заимствований, но которые в данном случае не превышают 500 и из которых только 60 слов являются общими для всех греков и относятся в основном к сельскохозяйственной сфере». Чистота греческого языка и само его существование были одними из главных аргументов критиков теории Фаллмерайера о истреблении древнего эллинизма славянами.
Фаллмерайер был славофобом, опасался экспансии России, и его работа являлась предупреждением к «витающим в облаках» европейским филэллинам о опасностях политического союза между греками и русскими, народами, которые были тесно связаны православной верой и — гипотетическим — общим славянским происхождением. Теория Фаллмерайера широко обсуждалась при его жизни и отвергается сегодня.
Английский учёный П. Л. Фермор, связавший свою жизнь с Грецией и обосновавшийся на юге Пелопоннеса, в своей книге «Мани» отвергая эту идею, пишет, что само по себе «использование ряда топонимов ничего не означает». «Горстки пришельцев в короткий промежуток времени изменили топонимику в Британской империи и кельтскую топонимику в Ирландии, топонимику в мавританской Испании и индейскую топонимику в испанской Америке».
Более существенно то, что редкие материальные находки, которыми располагает археологическая наука (славянские захоронения в Олимпии и разрозненные находки в Лаконии) не подтверждают масштабы славянского заселения.
Что касается антропологии, науки, считающей, что «черепа являются более твёрдыми аргументами, нежели гласные и согласные», то она не подтверждает существенного изменения антропологического материала как минимум с бронзового века. Напротив, советский и греческий антрополог А. Пулианос пришёл к обратному заключению, что «антропологическое единство к югу от Балканского хребта и до южного побережья острова Крит поразительно и прерывается только антропологическим островком в Родопских горах, в местах проживания помаков. Антропологическое единство от сегодняшней болгарской Стара Загора и до Крита неизменно как минимум с бронзового века, независимо от сегодняшних языков и религий носителей этого антропологического типа». Греческая славистика и византинистика отмечает появление и присутствие славян на Пелопоннесе без катаклизмов и истреблений, присущих теории Фаллмерайера, прослеживая процесс их ассимиляции. Греческая славистика считает, что главной причиной появления славян на Пелопоннесе был поиск заброшенных земель. Учитывая экстенсивный характер их земледельчества, это подтверждается рядом топонимов — Топориста (топориште), Агорелитса (горелица). Славяне обосновались на территории организованного государства, устои которого им ни в коем случае не удалось разрушить, и в течение всего периода, что они сохраняли свою родовую принадлежность, они были подданными «царя ромеев».
То, что греческая славистика отвергает, — это использование для пелопоннесских славян термина «болгарские славяне», к тому же для периода, когда славянские группы ещё не совсем сформировались. Греческая славистика характеризует такой подход образцом «провинциального рассмотрения истории», единственным достижением которого являются взгляды, «усиливающие лишь своё националистическое самолюбование». Примечательно, что сельскохозяйственный инструмент, найденный в Лаконии, где обосновались эзериты, типологически относится к антам, которые принадлежали к восточным славянам. Эти находки в сочетании с тем фактом, что анты, будучи союзниками Византии, «исчезли» с Нижнего Дуная в 602 году, и вместе с подтверждёнными письменными источниками о появлении эзеритов в районе находок приводят к заключению, что как минимум эзериты и другувиты не могут быть априори охарактеризованы как южные славяне.
Исследование немногочисленных славянских языковых заимствований в греческом языке показывает наличие слов, которые отсутствуют в болгарском, но встречаются в восточных и западных славянских языках, — тезис, который поддерживал также советский академик О. Н. Трубачёв. Славянские заимствования в средневековом греческом языке не только не подтверждают «болгарское происхождение» славян в Греции, но ведут к обратным результатам.
К началу IX века большинство славян были в языковом плане эллинизированы. Не позднее середины XV века практически все славяне утратили свой язык. Греческие и иностранные исследователи объясняют это ассимилирующей силой эллинизма, христианизацией славян и огромным численным перевесом коренного греческого населения. Из письменных источников следует, что славянское племя милинги, обосновавшееся на западе полуострова Мани, последним сохраняло свой славянский говор в течение восьми веков, почти до падения Константинополя в 1453 году.
Признавая этимологию имевшей место топонимики славянского происхождения, греческая славистика отвергает славянскую этимологию самой Мореи, предложенную Фаллмерайером и поддерживаемую некоторыми сегодняшними «славологами». Федон Малингудис, будучи ещё профессором в университете Мюнстера, писал: «если этот славолог располагает богатой фантазией, но не располагает, однако, элементарным знанием греческого, то он может поддаться искушению, как когда-то Фаллмерайер, объяснить этимологию „Морея“ от славянского „море“». Греческая этимология связывает происхождение названия полуострова с греческим названием шелковицы (греч. μωρια), широко распространённой на полуострове в период христианизации, разрыва с древним миром и перемен в административном устройстве и топонимике.
Однако неоспоримым историческим документом, подтверждающим славянское прошлое Мореи, является Монемвасийская хроника, которая рассказывает о том, как Пелопоннес находился под властью славян в течение 218 лет (с 586 по 805 год). Описывает события на Пелопоннесе, в Патрах, Балканах. Рассказывает об основании города Монемвасии, славяно-аварском господстве на Пелопоннесе и восстановлении там власти империи в начале IX в..
Сохранилась в трёх рукописях: Ивирского монастыря на Афоне, Кутлумушского монастыря, туринская рукопись.
Монемвасийская хроника рассказывает о завоевании Фессалии, Эпира, Аттики, Эвбеи. Византия в это время воевала с Персией. Заняв греческие земли, славяне жили по своим законам, отличались воинственным нравом, всякий раз оказывая ожесточённое сопротивление ромеям. Император Маврикий, пытавшийся оказать сопротивление славянам, лично возглавил византийское войско, но безуспешно. В хронике приводятся слова одного из византийских солдат, заявившего: «…бесчисленные толпы варваров непобедимы». «Монемвасийская хроника» является ценным источником, раскрывающим особенности взаимоотношений ромеев и славян.

## Последующие века
В XIII веке после IV крестового похода и взятия Константинополя крестоносцами (1204) в Морее было создано католическое Ахейское княжество. После отвоевания Константинополя Палеологами (1261) центральная и южная часть Пелопоннеса были отвоёваны греками в ходе реставрации Византийской империи, однако западное, французское и венецианское, присутствие сохранилось по периферии Мореи, полукольцом окружая собственно греческие земли.
В XIV—XV веках Морея представляла собой автономную византийскую провинцию Морейский деспотат, управлявшуюся деспотом из родственников императора. Центром деспотата был город Мистра.
Изолированная от Константинополя Морея стала одним из последних оплотов гибнущей Византийской империи. Город-крепость Мистра возле Спарты стал центром Палеологова греческого возрождения, где Плифон, «последний византиец и первый грек», вместе с другими греческими интеллектуалами вновь вводит в оборот этноним «эллин» и топоним «Пелопоннес». Плифон стал пионером идеи создания уже не многонационального государства, каким была Византия, а сугубо греческого, ядром которого должны были стать Пелопоннес, континентальная Греция и прилегающие острова — колыбель, как он считал, греческого рода и цивилизации.
В 1449 году, после смерти своего брата императора Иоанна, деспот Мореи Константин XI Палеолог принял титул императора и отправился в обречённый Константинополь.
В 1460 году Морея была покорена османами, ненадолго пережив падение Константинополя в 1453. Венецианская республика продолжала контролировать ряд прибрежных крепостей в период 1460—1684. Этот же период ознаменовался первыми восстаниями греческого населения Мореи против осман и их участием в военных действиях на стороне венецианцев (см. Кладас, Крокодилос). В период 1684—1699 Морея стала ареной турецко-венецианских войн и временно (1699—1715) перешла под венецианский контроль.

## Османский период
В 1715 году османы окончательно взяли Морею под свой контроль. При этом османы, с целью ослабления поддержки венецианцев греческим населением, вели более умеренную налоговую и религиозную политику, в результате чего «неверный становился более приемлемым, нежели ненавистный католик».
Османы превращают город Триполица в крепость и административный центр, откуда управляют полуостровом. Параллельно с процессом исламизации части местного населения наблюдается приток мусульманского населения (турки, албанцы и цыгане), а также евреев. При этом современный английский историк Д. Дакин отмечает, что в Морее сохранялось численное превосходство греческого населения против мусульманского в соотношении 10:1 (400 тысяч против 40 тысяч).
Пелопоннесское восстание греческого населения в 1770 году было подготовлено и активно поддерживалось Российской империей. Начало восстания было приурочено к первой архипелагской экспедиции русского флота в ходе русско-турецкой войны (1768—1774). Греческие историки считают, что Пелопоннесское восстание было отвлекающими военными действиями в русско-турецкой войне, оплаченными греческой кровью, но, несмотря на это, считают восстание рубежом для последующих событий вплоть до Греческой революции 1821 года. Подавление восстания было предоставлено иррегулярным албанцам, которые со временем стали терроризировать не только греческое, но и турецкое население. Греческое и турецкое население Пелопоннеса обратилось совместно к султану о избавлении от этого бича и наконец, почти через 10 лет, в 1779 году султан приказал капудан-паше Хасану очистить Морею от иррегулярных албанцев.

## Греческая революция

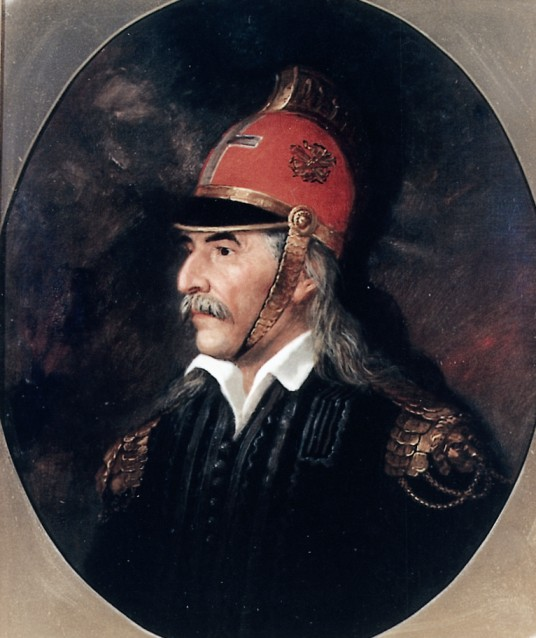
«Старик Мореи» — Теодорос Колокотронис

Революционная организация Филики Этерия начала в военные действия в феврале 1821 года в Придунайских княжествах. Морея первой восстала среди собственно греческих земель, в марте того же года, став основным центром Освободительной войны. В ходе нашествий войск султана и его египетского вассала Морея потеряла значительную часть своего коренного населения. С другой стороны, с самого начала восстание было отмечено уничтожением как вооружённых осман, так и безоружного османского населения и полным исходом пришлого мусульманского и принявшего ислам населения, а также евреев (см. Осада Триполицы).
С самого начала Революции греческая нация, сражающаяся за воссоздание своего государства, официально употребляет в основном древние топонимы, и Пелопоннес вновь занимает место средневековой Мореи. Ещё до окончания войны и после того как Иоанн Каподистрия принял правление Грецией, в возрождённом государстве было практически восстановлено древнее географическое и административное деление.

## Морея сегодня
Топоним Морея продолжает употребляться в сегодняшней Греции, но чаще носит фольклорный характер (морейские песни, морейские танцы и т. д.). В историческом плане топоним Морея ассоциируется у греческого народа более всего с османским периодом и Освободительной войной. Сегодняшним грекам нет необходимости объяснять, что такое Морея, а также кто такой «Старик Мореи» — это Теодорос Колокотронис, морейский клефт-ветеран, один из основных руководителей восстания в Морее и самый известный военачальник Греческой революции.